# 東風孝広
東風 孝広（こち たかひろ、1972年5月27日 - ）は、日本の漫画家。男性。広島県呉市出身。血液型B型。東京都葛飾区在住。漫画原作者の田島隆は従兄。

## 来歴

### 生い立ち
幼稚園のころから絵を描くことが好きだった。漫画に興味を持ち始めたのは小学2年のころである。小学3年から4年のころにゆでたまごの『キン肉マン』などの『週刊少年ジャンプ』作品が流行し、好きな漫画をすべて模写していた。授業中も勉強せずにひたすら絵を描き、『キン肉マン』、『北斗の拳』、『ドラゴンボール』と「次から次に好きな漫画の模写を」行ったことにより、「絵が得意になっていった」という。
従兄の田島隆とは、小さいころから一緒に遊ぶ仲であった。小学4年のころ、東風が初めて漫画を描いた際には田島が背景についてアドバイスをし、それが2人にとって初の合作となった。

### 就職後
私立呉港高校を卒業して地元の設計事務所に就職。ミュージシャンやプロボクサーを目指すも漫画家への夢だけは諦めきれず、24歳のときに広島を出て大阪へ、青木雄二に弟子入り。アシスタントを半年経験したのち、1998年に講談社「ちばてつや賞」ヤング部門での入賞「五番街」を経て、1999年に従兄の田島隆と組み、講談社『モーニング』にて『カバチタレ!』でデビュー。シリーズは『特上カバチ!!』、『カバチ!!!』へとタイトルを変更して2021年に22年間の連載を終了する。ほか、『イブニング』（講談社）にて『極悪がんぼ』、『激昂がんぼ』、『がんぼ ナニワ悪道編』シリーズなどがある。2021年9月から拠点を大阪から東京都葛飾区へ移す。
アシスタントの高橋昌大と漫才コンビ「ステーキ御膳」を結成し、2004年のM-1グランプリから何度か出場。当時は漫画家の参加が珍しく、密着取材を受ける。
アシスタントの中には吉本興業所属の絵の上手い芸人が多く、森本大百科を始め田舎はるみ、中谷祐太（マユリカ）、中野周平（蛙亭）、仲西隼平（なにわスワンキーズ）などがいる。過去にはテレビ番組企画で和牛がアシスタントとして作画を手伝い、ふたりが描いたコマは採用され実際に雑誌へ掲載。のちに単行本にも収録されている。
2022年4月から吉本興業（文化人）所属。
出身地である広島県呉市が平成30年7月豪雨の被害に遭い、被災地の支援活動「西日本豪雨復興応援アート展」や西日本応援イラスト集（講談社）に寄稿している。

## 人物

### 漫画制作
週刊と隔週の月6本の締切を抱えている状況ではあまり外出ができない為、東風は取材や人間観察には工夫を凝らしていた。外出の際にはいつもスケッチブックとペンを持ち、行く先々で出会う人々の似顔絵を無料で描いている（sns等、確認出来る似顔絵は千人を越えている）。ファンにとっては喜ばれるサービスだが、東風はキャラクターデザインのストックを増やす為だとしている。「いつ何が漫画のヒントになるかわからない」、「常に自分に刺激を与えたい」と、自身の状況を作る為に仕事場にはいろいろな物が置かれている。東風の好きなもの以外には「アシスタントの趣味のもの」や流行している漫画など、「とにかく何か色んな所に色んな物を置いて常に何か目に留まるように」しており、目に留まったものからイメージを着想している。ほかに話題の作品のDVDを流し、インスピレーションを得ている。

## 作品リスト

### 連載
- カバチタレ!（監修：青木雄二、原作：田島隆、『モーニング』1999年23号[8] - 2005年22・23合併号[9]、全20巻）
- 特上カバチ!!（原作：田島隆、『モーニング』2005年25号[10] - 2013年20号[11]、全34巻）
- カバチ!!!（原作：田島隆、『モーニング』2013年23号[12] - 2021年42号[13]、全39巻）
- 極悪がんぼ（原作：田島隆、『イブニング』2001年9月号[14]（創刊号） - 2009年15号[15]、全16巻）
- 激昂がんぼ（原作：田島隆、『イブニング』2009年21号[16] - 2013年19号[17]、全8巻）
- がんぼ ナニワ悪道編（原作：田島隆、『イブニング』2013年21号[18] - 2017年18号[19]、全9巻）

### 読み切り
- 道頓堀怪談（『ビッグコミックスペリオール』2021年12号[20]）

### アンソロジー
- 『鉄本』講談社、2009年12月22日発売[21]

### その他
- 広島東洋カープ全面広告（中国新聞 2013年2月1日付[22]） - 広島東洋カープファンとしてリレー形式の漫画に参加[22]
- 小路啓之『10歳かあさん』（2017年3月17日発売[23]） - 追悼特別寄稿[23]
- 『ミッキーマウス90周年記念イラスト集 gift』（2019年6月28日発売[24]、講談社） - 描きおろしイラスト収録[24]
- 映画『ニワトリ☆フェニックス』入場者特典漫画「ニワトリ☆ロックンロール」（2022年4月[25]） - 作画担当[25]

## アシスタント
- 高橋昌大[26]
- 中谷祐太（マユリカ）[要出典]
- 中野周平（蛙亭）[要出典][27]
- 仲西隼平（なにわスワンキーズ）[要出典]